# 1998-as úszó-világbajnokság
Az 1998-as úszó-világbajnokságot január 7. és január 18. között rendezték Perth városában, Ausztráliában. Perth rövid idő alatt a második világbajnokságot rendezte. Korábban 1991-ben volt az úszó-világbajnokság házigazdája.
A világbajnokságon a férfiaknál és a nőknél is 3-3 új versenyszámban avattak világbajnokot. Műugrásban 3 m-es és a 10 m-es szinkronugrással bővült a program. Hosszútávúszásban a 25 km-es táv mellé a versenyszámok közé került egy rövidebb, 5 km-es táv is. Ezzel összesen 51 versenyszám volt a világbajnokságon.
Az eseményen 121 ország 1371 sportolója vett részt.

## A helyszín kiválasztása
A FINA kongresszusa 1994 szeptemberében Perth pályázatát fogadta el. Az ausztrál város mellett jelentkezett Németország, Görögország, Puerto Rico és Svédország.

## Magyar versenyzők eredményei
Magyarország a világbajnokságon 45 sportolóval képviseltette magát, akik összesen 1 arany- 1 ezüst- és 2 bronzérmet szereztek.

### Érmesek
| Érem      | Versenyző | Versenyszám | Versenyszám               | Dátum      |
| --------- | --- | ----------- | ------------------------- | ---------- |
| Aranyérem | Kovács Ágnes | úszás       | 200 m-es mellúszás        | január 15. |
| Ezüstérem | Magyar férfi vízilabda-válogatott Benedek Tibor Fodor Rajmund Kásás Tamás Kiss Gergely Kovács Zoltán Kósz Zoltán Märcz Tamás Molnár Tamás Steinmetz Barnabás Tóth Frank Varga I. Zsolt Vári Attila Vincze Balázs | vízilabda   | férfi vízilabda           | január 18. |
| Bronzérem | Rózsa Norbert | úszás       | 200 m mellúszás           | január 16. |
| Bronzérem | Czene Attila Rózsa Norbert Horváth Péter Zubor Attila | úszás       | 4 × 100 m-es vegyes váltó | január 18. |

## Éremtáblázat
Jelmagyarázat:
| Japán (rendező ország) | Magyarország |

| Helyezés | Nemzet                    | Arany | Ezüst | Bronz | Összesen |
| 1        | Amerikai Egyesült Államok | 17    | 6     | 9     | 32       |
| 2        | Oroszország               | 11    | 3     | 3     | 17       |
| 3        | Ausztrália                | 7     | 8     | 10    | 25       |
| 4        | Kína                      | 6     | 8     | 4     | 18       |
| 5        | Ukrajna                   | 3     | 1     | 0     | 4        |
| 6        | Olaszország               | 2     | 2     | 2     | 6        |
| 7        | Németország               | 1     | 7     | 6     | 14       |
| 8        | Hollandia                 | 1     | 4     | 3     | 8        |
| 9        | Franciaország             | 1     | 4     | 1     | 6        |
| 10       | Magyarország              | 1     | 1     | 2     | 4        |
| 11       | Spanyolország             | 1     | 1     | 0     | 2        |
| 12       | Belgium                   | 1     | 0     | 0     | 1        |
| 12       | Costa Rica                | 1     | 0     | 0     | 1        |
| 14       | Japán                     | 0     | 4     | 4     | 8        |
| 15       | Szlovákia                 | 0     | 2     | 1     | 3        |
| 16       | Kanada                    | 0     | 1     | 3     | 4        |
| 17       | Svédország                | 0     | 1     | 1     | 2        |
| 18       | Egyesült Királyság        | 0     | 0     | 2     | 2        |
| 19       | Puerto Rico               | 0     | 0     | 1     | 1        |
| 19       | Argentína                 | 0     | 0     | 1     | 1        |
| 19       | Jugoszlávia               | 0     | 0     | 1     | 1        |
| Összesen | Összesen                  | 53    | 53    | 54    | 160      |

- A férfi 50 m-es gyorsúszásban 2 bronzérmet osztottak ki.

## Eredmények
- WR – világrekord (World Record)
- CR – világbajnoki rekord (világbajnokságokon elért eddigi legjobb eredmény) (Championship Record)

### Úszás

#### Férfi
| Versenyszám               | Arany                                                                    | Arany      | Ezüst                                                                                         | Ezüst    | Bronz                                                                                 | Bronz    |
| ------------------------- | ------------------------------------------------------------------------ | ---------- | --------------------------------------------------------------------------------------------- | -------- | ------------------------------------------------------------------------------------- | -------- |
| 50 m-es gyorsúszás        | Bill Pilczuk · Egyesült Államok                                          | 22,29      | Alekszandr Popov · Oroszország                                                                | 22,43    | Ricardo Busquets · Puerto Rico · Michael Klim · Ausztrália                            | 22,47    |
| 100 m-es gyorsúszás       | Alekszandr Popov · Oroszország                                           | 48,93 CR   | Michael Klim · Ausztrália                                                                     | 49,20    | Lars Frolander · Svédország                                                           | 49,53    |
| 200 m-es gyorsúszás       | Michael Klim · Ausztrália                                                | 1:47,41    | Massimiliano Rosolino · Olaszország                                                           | 1:48,30  | Pieter van den Hoogenband · Hollandia                                                 | 1:48,65  |
| 400 m-es gyorsúszás       | Ian Thorpe · Ausztrália                                                  | 3:46,29    | Grant Hackett · Ausztrália                                                                    | 3:46,44  | Paul Palmer · Egyesült Királyság                                                      | 3:48,02  |
| 1500 m-es gyorsúszás      | Grant Hackett · Ausztrália                                               | 14:51,70   | Emiliano Brembilla · Olaszország                                                              | 15:00,59 | Daniel Kowalski · Ausztrália                                                          | 15:03,94 |
|                           |                                                                          |            |                                                                                               |          |                                                                                       |          |
| 100 m-es hátúszás         | Lenny Krayzelburg · Egyesült Államok                                     | 55,00 CR   | Mark Versfeld · Kanada                                                                        | 55,17    | Stev Theloke · Németország                                                            | 55,20    |
| 200 m-es hátúszás         | Lenny Krayzelburg · Egyesült Államok                                     | 1:58,84    | Ralf Braun · Németország                                                                      | 1:59,23  | Mark Versfeld · Kanada                                                                | 1:59,39  |
|                           |                                                                          |            |                                                                                               |          |                                                                                       |          |
| 100 m-es mellúszás        | Fred Deburghgraeve · Belgium                                             | 1:01,34    | Zeng Qiliang · Kína                                                                           | 1:01,76  | Kurt Grote · Egyesült Államok                                                         | 1:01,93  |
| 200 m-es mellúszás        | Kurt Grote · Egyesült Államok                                            | 2:13,40    | Jean-Christophe Sarnin · Franciaország                                                        | 2:13,42  | Rózsa Norbert · Magyarország                                                          | 2:13,59  |
|                           |                                                                          |            |                                                                                               |          |                                                                                       |          |
| 100 m-es pillangóúszás    | Michael Klim · Ausztrália                                                | 52,25 CR   | Lars Frölander · Svédország                                                                   | 52,79    | Geoff Huegill · Ausztrália                                                            | 52,90    |
| 200 m-es pillangóúszás    | Denisz Szilantyev · Ukrajna                                              | 1:56,61    | Franck Esposito · Franciaország                                                               | 1:56,77  | Tom Malchow · Egyesült Államok                                                        | 1:57,26  |
|                           |                                                                          |            |                                                                                               |          |                                                                                       |          |
| 200 m-es vegyesúszás      | Marcel Wouda · Hollandia                                                 | 2:01,18    | Xavier Marchand · Franciaország                                                               | 2:01,66  | Ron Karnaugh · Egyesült Államok                                                       | 2:01,89  |
| 400 m-es vegyesúszás      | Tom Dolan · Egyesült Államok                                             | 4:14,95    | Marcel Wouda · Hollandia                                                                      | 4:15,53  | Curtis Myden · Kanada                                                                 | 4:16,45  |
|                           |                                                                          |            |                                                                                               |          |                                                                                       |          |
| 4 × 100 m-es gyorsváltó   | Egyesült Államok · Scott Tucker · Neil Walker · Jon Olsen · Gary Hall    | 3:16,69 CR | Ausztrália · Adam Pine · Richard Upton · Michael Klim · Chris Fydler                          | 3:16,97  | Oroszország · Roman Jegorov · Denisz Pimankov · Vlagyislav Kulikov · Alekszandr Popov | 3:18,45  |
| 4 × 200 m-es gyorsváltó   | Ausztrália · Daniel Kowalski · Grant Hackett · Michael Klim · Ian Thorpe | 7:12,48 CR | Hollandia · Pieter van den Hoogenband · Mark van der Zijden · Martijn Zuijdweg · Marcel Wouda | 7:16,77  | Egyesült Királyság · Paul Palmer · Gavin Meadows · Andrew Clayton · James Salter      | 7:17,33  |
| 4 × 100 m-es vegyes váltó | Ausztrália · Matt Welsh · Phil Rogers · Michael Klim · Chris Fydler      | 3:37,98    | Egyesült Államok · Lenny Krayzelburg · Kurt Grote · Neil Walker · Gary Hall                   | 3:38,56  | Magyarország · Czene Attila · Rózsa Norbert · Horváth Péter · Zubor Attila            | 3:39,53  |

#### Női
| Versenyszám             | Arany                                                                                 | Arany      | Ezüst                                                                                   | Ezüst   | Bronz                                                                      | Bronz   |
| ----------------------- | ------------------------------------------------------------------------------------- | ---------- | --------------------------------------------------------------------------------------- | ------- | -------------------------------------------------------------------------- | ------- |
| 50 m-es gyorsúszás      | Amy Van Dyken · Egyesült Államok                                                      | 25,12      | Sandra Völker · Németország                                                             | 25,32   | Ying Shan · Kína                                                           | 25,36   |
| 100 m-es gyorsúszás     | Jenny Thompson · Egyesült Államok                                                     | 54,95      | Martina Moravcova · Szlovákia                                                           | 55,09   | Ying Shan · Kína                                                           | 55,10   |
| 200 m-es gyorsúszás     | Claudia Poll · Costa Rica                                                             | 1:58,90    | Martina Moravcova · Szlovákia                                                           | 1:59,61 | Julia Greville · Ausztrália                                                | 1:59,92 |
| 400 m-es gyorsúszás     | Yan Chen · Kína                                                                       | 4:06,72    | Brooke Bennett · Egyesült Államok                                                       | 4:07,07 | Dagmar Hase · Németország                                                  | 4:08,82 |
| 800 m-es gyorsúszás     | Brooke Bennett · Egyesült Államok                                                     | 8:28,71    | Diana Munz · Egyesült Államok                                                           | 8:29,97 | Kirsten Vlieghuis · Hollandia                                              | 8:32,34 |
|                         |                                                                                       |            |                                                                                         |         |                                                                            |         |
| 100 m-es hátúszás       | Lea Loveless · Egyesült Államok                                                       | 1:01,16    | Nakamura Mai · Japán                                                                    | 1:01,28 | Sandra Völker · Németország                                                | 1:01,47 |
| 200 m-es hátúszás       | Roxana Maracineanu · Franciaország                                                    | 2:11,26    | Dagmar Hase · Németország                                                               | 2:11,45 | Nakamura Mai · Japán                                                       | 2:12,22 |
|                         |                                                                                       |            |                                                                                         |         |                                                                            |         |
| 100 m-es mellúszás      | Kristy Kowal · Egyesült Államok                                                       | 1:08,42    | Helen Denman · Ausztrália                                                               | 1:08,51 | Lauren Van Oosten · Kanada                                                 | 1:08,66 |
| 200 m-es mellúszás      | Kovács Ágnes · Magyarország                                                           | 2:25,45 CR | Kristy Kowal · Egyesült Államok                                                         | 2:26,19 | Jenna Street · Egyesült Államok                                            | 2:26,50 |
|                         |                                                                                       |            |                                                                                         |         |                                                                            |         |
| 100 m-es pillangóúszás  | Jenny Thompson · Egyesült Államok                                                     | 58,46 CR   | Aojama Ajari · Japán                                                                    | 58,79   | Petria Thomas · Ausztrália                                                 | 58,97   |
| 200 m-es pillangóúszás  | Susie O'Neill · Ausztrália                                                            | 2:07,93    | Petria Thomas · Ausztrália                                                              | 2:09,08 | Misty Hyman · Egyesült Államok                                             | 2:09,98 |
|                         |                                                                                       |            |                                                                                         |         |                                                                            |         |
| 200 m-es vegyesúszás    | Yanyan Wu · Kína                                                                      | 2:10,88 CR | Yan Chen · Kína                                                                         | 2:13,66 | Martina Moravcova · Szlovákia                                              | 2:14,26 |
| 400 m-es vegyesúszás    | Yan Chen · Kína                                                                       | 4:36,66    | Jana Klocskova · Ukrajna                                                                | 4:38,60 | Tadzsima Jaszuko · Japán                                                   | 4:39,45 |
|                         |                                                                                       |            |                                                                                         |         |                                                                            |         |
| 4 × 100 m-es gyorsváltó | Egyesült Államok · Lindsey Farella · Barbara Bedford · Amy van Dyken · Jenny Thompson | 3:42,11    | Németország · Sandra Völker · Franziska van Almsick · Simone Osygus · Katrin Meissner   | 3:43,11 | Ausztrália · Sarah Ryan · Rebecca Creedy · Angela Kennedy · Susie O'Neill, | 3:43,71 |
| 4 × 200 m-es gyorsváltó | Németország · Franziska van Almsick · Dagmar Hase · Silvia Szalai · Kerstin Kielgass  | 8:01,46    | Egyesült Államok · Christina Teuscher · Lindsay Benko · Brooke Bennett · Jenny Thompson | 8:02,88 | Ausztrália · Julia Greville · Anna Windsor · Petria Thomas · Susie O'Neill | 8:04,19 |
| 4 × 100 m-es gyorsváltó | Egyesült Államok · Lea Loveless · Kristy Kowal · Amy van Dyken · Jenny Thompson       | 4:01,93    | Ausztrália · Meredith Smith · Helen Denman · Petria Thomas · Susie O'Neill,             | 4:05,12 | Japán · Nakamura Mai · Tanaka Maszami · Aojama Ajari · Minamoto Szumika    | 4:06,27 |

### Hosszútávúszás

#### Férfi
| Versenyszám             | Arany                          | Arany   | Ezüst                      | Ezüst   | Bronz                        | Bronz   |
| ----------------------- | ------------------------------ | ------- | -------------------------- | ------- | ---------------------------- | ------- |
| 5 km-es hosszútávúszás  | Alekszej Akatyev · Oroszország | 55,18   | Ky Hurst · Ausztrália      | 55,24   | Luca Baldini · Olaszország   | 55,37   |
| 25 km-es hosszútávúszás | Alekszej Akatyev · Oroszország | 5:05,42 | David Meca · Spanyolország | 5:07,22 | Gabriel Chaillou · Argentína | 5:07,52 |

#### Női
| Versenyszám             | Arany                          | Arany   | Ezüst                      | Ezüst   | Bronz                      | Bronz   |
| ----------------------- | ------------------------------ | ------- | -------------------------- | ------- | -------------------------- | ------- |
| 5 km-es hosszútávúszás  | Erica Rose · Egyesült Államok  | 59,23   | Edith van Dijk · Hollandia | 1:00,58 | Peggy Büchse · Németország | 1:01,05 |
| 25 km-es hosszútávúszás | Tobie Smith · Egyesült Államok | 5:31,20 | Peggy Büchse · Németország | 5:32,19 | Edith van Dijk · Hollandia | 5:38,06 |

### Műugrás

#### Férfi
| Versenyszám           | Arany                          | Arany  | Ezüst                                           | Ezüst  | Bronz                                              | Bronz  |
| --------------------- | ------------------------------ | ------ | ----------------------------------------------- | ------ | -------------------------------------------------- | ------ |
| 1 m-es műugrás        | Zhuocheng Yu · Kína            | 417,54 | Troy Dumais · Egyesült Államok                  | 415,74 | Holger Schlepps · Németország                      | 398,31 |
| 3 m-es műugrás        | Dmitrij Szautyin · Oroszország | 746,79 | Yilin Zhou · Kína                               | 694,92 | Vassili Lisovski · Oroszország                     | 651,60 |
| 10 m-es toronyugrás   | Dmitrij Szautyin · Oroszország | 750,90 | Liang Tian · Kína                               | 699,30 | Jan Hempel · Németország                           | 624,15 |
| 3 m-es szinkronugrás  | Kína · Hao Xu · Zhuocheng Yu   | 313,50 | Németország · Alexander Mesch · Holger Schlepps | 308,28 | Ausztrália · Shannon Roy · Dean Pullar             | 305,16 |
| 10 m-es szinkronugrás | Kína · Sun Shuwei · Liang Tian | 326,34 | Németország · Michael Kuehne · Jan Hempel       | 308,28 | Oroszország · Alexander Varalamov · Igor Loukashin | 304,02 |

#### Női
| Versenyszám           | Arany                                        | Arany  | Ezüst                         | Ezüst  | Bronz                                          | Bronz  |
| --------------------- | -------------------------------------------- | ------ | ----------------------------- | ------ | ---------------------------------------------- | ------ |
| 1 m-es műugrás        | Irina Lashko · Oroszország                   | 296,07 | Vera Ilyina · Oroszország     | 288,06 | Jing Zhang · Kína                              | 260,31 |
| 3 m-es műugrás        | Julia Pakhalina · Oroszország                | 544,62 | Jingjing Guo · Kína           | 518,76 | Chantelle Michell · Ausztrália                 | 515,07 |
| 10 m-es toronyugrás   | Olena Zsupina · Ukrajna                      | 550,41 | Yuyan Cai · Kína              | 536,25 | Li Csen · Kína                                 | 519,45 |
| 3 m-es szinkronugrás  | Oroszország · Irina Lashko · Julia Pakhalina | 282,30 | Kína · Lang Rao · Rongiuan Li | 276,18 | Egyesült Államok · Kathy Pesek · Tracy Bonner  | 263,91 |
| 10 m-es szinkronugrás | Ukrajna · Olena Zsupina · Svetlana Serbina   | 278,28 | Kína · Yuyan Cai · Li Csen    | 276,54 | Egyesült Államok · Kristin Link · Lindsay Long | 265,47 |

### Szinkronúszás
| Versenyszám | Arany                                           | Arany  | Ezüst                                | Ezüst  | Bronz                                           | Bronz  |
| ----------- | ----------------------------------------------- | ------ | ------------------------------------ | ------ | ----------------------------------------------- | ------ |
| Egyéni      | Olga Szedakova · Oroszország                    | 99,467 | Virginie Dedieu · Franciaország      | 98,667 | Tacsibana Mija · Japán                          | 97,667 |
| Páros       | Oroszország · Olga Brusznikina · Olga Szedakova | 99,073 | Japán · Tacsibana Mija · Tadeka Miho | 98,060 | Franciaország · Virginie Dedieu · Myriam Lignot | 97,323 |
| Csapat      | Oroszország                                     | 99,317 | Japán                                | 98,104 | Egyesült Államok                                | 96,829 |

### Vízilabda
| Versenyszám | Arany         | Ezüst        | Bronz       |
| ----------- | ------------- | ------------ | ----------- |
| Férfi       | Spanyolország | Magyarország | Jugoszlávia |
| Női         | Olaszország   | Hollandia    | Ausztrália  |